# Paraguay zászlaja
Paraguay zászlaja az egyetlen olyan nemzeti zászló a világon, amelynek előlapja és hátlapja különbözik. Az állam pecsétje jelenik meg az előlapon, a hátlapot pedig a kincstári címer díszíti. A vörös, a fehér és a kék a republikánus színek: a hazafiságé, a bátorságé, az egyenlőségé, az igazságé (vörös), az eltökéltségé, az egységé, a békéé és a gondolatok tisztaságáé (fehér), valamint a szívélyességé, a szereteté, az észé, a realitásérzéké és a szabadságé (kék).
A csillag Paraguay függetlensége elnyerésének dátumát szimbolizálja (1811. május 14.). A frígiai sapkát őrző oroszlán a szabadság megvédésének a szimbóluma. A nemzeti mottó: „Béke és Igazság”.

## A zászló színei
|               | Vörös         | Fehér       | Kék            |
| ------------- | ------------- | ----------- | -------------- |
| RGB           | 213-43-30     | 255-255-255 | 0-56-168       |
| Hexadecimális | #d52b1e       | #FFFFFF     | #0038a8        |
| CMYK          | 0, 80, 86, 16 | 0, 0, 0, 0  | 100, 67, 0, 34 |